# Chad (nome)
Chad  è un nome proprio di persona inglese maschile.

## Varianti
- Maschili: Shad[1]

### Varianti in altre lingue
- Anglosassone: Ceadda[1]
- Inglese antico: Ceadda[1][2], Ceada[2]

## Origine e diffusione
Deriva dal nome anglosassone Caedda, di origine ignota (forse basato sul gallese cad o sul celtico katu, entrambi "battaglia"). Era inizialmente un nome raro, circoscritto perlopiù alla popolazione cattolica, fino agli anni 1960 quando si fece strada nel resto della popolazione.
Va notato che il nome Shad, che è (forse) una variante di Chad, coincide anche con il nome arabo شاد (Shad), che significa "felice". Chad è inoltre il nome inglese del paese africano del Ciad e dell'omonimo lago, che ha però origine differente (deriva da un termine in lingua locale che significa proprio "lago", "grande massa d'acqua").
Dal nome Chad derivano diversi toponimi inglesi, poi adottati come cognomi e infine come nomi propri, tra cui Chadwick.

## Onomastico
L'onomastico si può festeggiare il 2 marzo in ricordo di san Chad di Mercia, vescovo di York e abate.

## Persone
- Chad Allen, attore statunitense

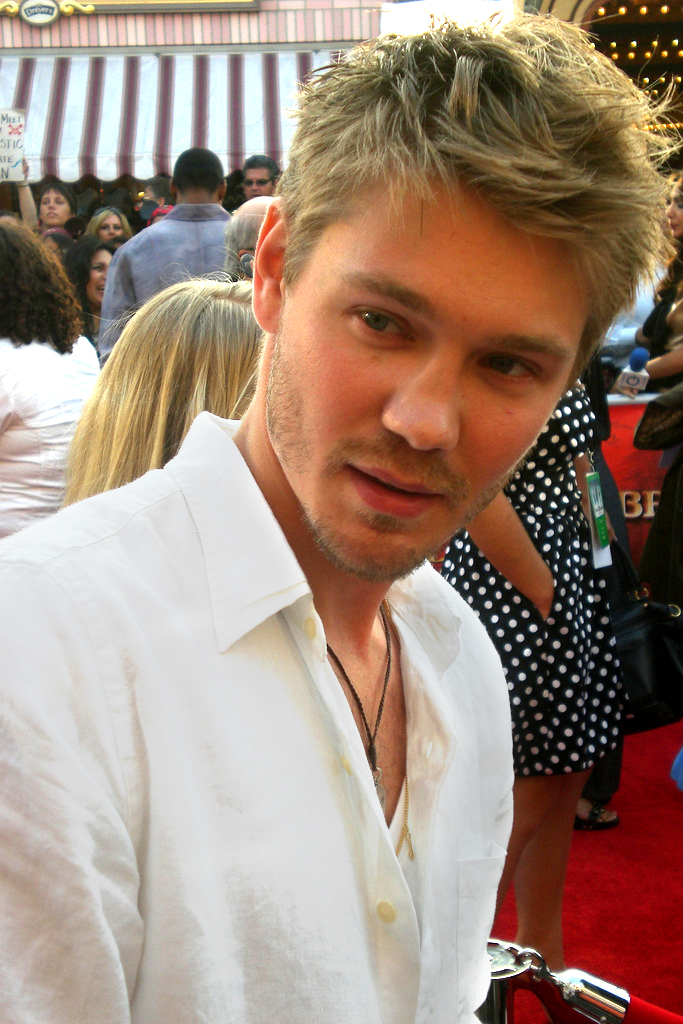
Chad Michael Murray

- Chad Billingsley, giocatore di baseball statunitense
- Chad Gray, cantante statunitense
- Chad Hugo, musicista e produttore discografico statunitense
- Chad Hurley, imprenditore statunitense
- Chad Johnson, giocatore di football americano statunitense
- Chad Kroeger, cantante e chitarrista canadese
- Chad Lindberg, attore statunitense
- Chad Mendes, artista marziale statunitense
- Chad Michael Murray, attore statunitense
- Chad Petree, cantante, compositore e chitarrista statunitense
- Chad Reed, pilota motociclistico australiano
- Chad Smith, batterista statunitense

### Variante Shad
- Shad Gaspard, wrestler statunitense

## Il nome nelle arti
- Chad è un personaggio della serie animata Due fantagenitori.
- Chad Danforth è un personaggio della serie di film High School Musical.

## Nella cultura di massa
Nello slang di Internet il nome è umoristicamente associato a uomini esteticamente attraenti, atletici e molto attivi sessualmente seppur manchevoli talvolta in intelligenza o livello d'istruzione. I "Chads" sono quindi genericamente contrapposti ai "Virgins" che al contrario incarnano stereotipicamente le caratteristiche diametralmente "opposte" a quelle dei Chads: dei brutti lineamenti del viso, fisicamente deboli e poco attivi sessualmente quando non totalmente inattivi, come suggerisce il nome. A causa della sua caratterizzazione che fa molto leva sulla predisposizione genetica e sul privilegio sociale che queste caratteristiche sono in grado di produrre, il termine ha assunto, specialmente nei forum Incel, una connotazione ambivalente sia positiva che negativa. Sempre nell'ambito dello slang internettiano, il corrispettivo femminile di Chad è Stacy.